# Астувараманза
Астувараманза (XI век до н. э.) — первый известный из исторических источников царь неохеттского государства Гургум.
Об Астувараманзе известно из надписей на лувийском языке его внука — царя Гургума Ларамы I. Астувараманза является первым известным из исторических источников властителем этого сиро-хеттского государства и, вероятно, основателем династии, правившей до 711 года до н. э. Не исключено, что у него были предшественники, но их наличие, по замечанию Т. Р. Брайса, пока точно не установлено. Астувараманза правил в Гургуме в конце XI века до н. э., что было определено путём сопоставления данных местных записей с ассирийскими хрониками. Преемником Астувараманзы стал его сын Муваталли I.